# Eumerus etnensis
Eumerus etnensis är en tvåvingeart som beskrevs av Goot 1964. Eumerus etnensis ingår i släktet månblomflugor, och familjen blomflugor. Inga underarter finns listade i Catalogue of Life.